# Carinosquilla mclaughlinae
Carinosquilla mclaughlinae is een bidsprinkhaankreeftensoort uit de familie van de Squillidae. De wetenschappelijke naam van de soort is voor het eerst geldig gepubliceerd in 2006 door Ahyong.